# Mannenbond voor Vrouwenkiesrecht
In 1909 werd de Mannenbond voor Vrouwenkiesrecht opgericht. De Vereeniging Mannenbond voor Vrouwenkiesrecht had als doel de staatkundige, economische en maatschappelijke gelijkstelling van mannen en vrouwen te bevorderen. Het belangrijkste speerpunt van de vereniging was de invoering van vrouwenkiesrecht in Nederland. Mannen uit verschillende bevolkingsgroepen en met verschillende beweegredenen stonden op en meenden dat er een einde moest komen aan de ongelijkwaardige positie van vrouwen. De Mannenbond probeerden de Nederlandse bevolking te overtuigen van het feit dat vrouwenkiesrecht wenselijk was. De leden van de Mannenbond probeerden andere mannen te overtuigen zich in te zetten voor deze zaak. De Nederlandse Mannenbond voor vrouwenkiesrecht werd bij koninklijk besluit goedgekeurd op 10 juni 1909. De Nederlandse mannenbond was gelieerd aan de internationale mannenbond voor vrouwenkiesrecht: Men's League for Women's Suffrage.

## Activiteiten van de Mannenbond
In 1910 publiceerde de Mannenbond voor vrouwenkiesrecht een boekje waarin sociologische, historische, godsdienstige en andere argumenten tegen vrouwenkiesrecht een voor een weerlegt. Argumenten als: vrouwen hebben tot nu toe nooit stemrecht gehad dus het is niet noodzakelijk om dit te veranderen, het verlenen van kiesrecht aan de vrouw rukt het gezinsleven uit elkaar waardoor de vrouw het moederschap zal verwaarlozen en andere argumenten worden uitgebreid behandeld en weerlegd in de publicatie.
De Mannenbond was aanwezig tijdens de tentoonstelling De Vrouw 1813-1913. Deze tentoonstelling vond plaats van 2 mei tot 30 september 1913 op het terrein van Meerhuizen in Amsterdam. De Mannenbond was aanwezig in de Kiesrechtzaal, naast internationale inzendingen waren in deze zaal drie Nederlandse verenigingen aanwezig: de Vereeniging voor Vrouwenkiesrecht, de Nederlandsche Bond voor Vrouwenkiesrecht en de Mannenbond voor Vrouwenkiesrecht. Bezoekers konden hier allerlei propaganda, publicaties, prentkaarten en brochures meekrijgen. In deze zaal was ook een podium waarop voordrachten werden gehouden: de ene dag door een vertegenwoordigster van de VVK, de andere door iemand van de Nederlandsche Bond voor Vrouwenkiesrecht en een dag in de maand door een lid van de Mannenbond.
Toen de Vereeniging voor Vrouwenkiesrecht besloot een grote demonstratie voor vrouwenkiesrecht te houden op 18 juni 1916, schaarde de Mannenbond voor Vrouwenkiesrecht zich aan de zijde van de VVK. Het bestuur van de VVK nodigde verschillende organisaties uit voor het evenement, zo ook de Mannenbond. De VVK wilde hiermee laten zien dat algemeen kiesrecht voor vrouwen in alle lagen en groepen van de bevolking belangrijk geacht werd. De Mannenbond voor Vrouwenkiesrecht demonstreerde zij aan zij met de vrouwen. Tijdens de demonstratie verzamelden de menigte op de IJsclub in Amsterdam, acht vrouwen en vier mannen spraken de menigte toe. Ze eindigden door te stellen dat er een grondwetswijziging moest komen zodat ook vrouwen algemeen kiesrecht zouden krijgen. De Mannenbond had sterke banden met de Vereeniging voor Vrouwenkiesrecht, maar maakte er geen deel van uit. Bij demonstraties waren de mannen altijd aanwezig.

## Publicaties van de Mannenbond
- 1909 - Verkiezingscourant van de Vereeniging Mannenbond voor Vrouwenkiesrecht
- 1910 - Mannen van Nederland!
- 1910 - De Argumenten tegen Vrouwenkiesrecht
- 1913 - Welk standpunt moet de mannenbond voor vrouwenkiesrecht in de beweging en bij de aanstaande verkiezingen innemen?
- 1915 - Wakker blijven!
- 1919 - Aan de Leden en de Begunstigers(sters)